# Microprius donisi
Microprius donisi là một loài bọ cánh cứng trong họ Zopheridae. Loài này được Pope miêu tả khoa học năm 1952.